# Nick Stiles
Nick Stiles (Melbourne, 17 ottobre 1973) è un ex rugbista a 15 e allenatore di rugby a 15 australiano, come giocatore vanta 12 presenze con la maglia dell'Australia.

## Biografia
Stiles fece il suo debutto con i Reds in Super Rugby nel 1999. Dopo otto stagioni con la maglia della franchigia australiana, alla fine del Super 12 2005 non gli fu rinnovato il contratto e si ritirò dal rugby giocato.
La prima convocazione con la maglia della nazionale australiana arrivò nel 2000 quando fu inserito nella squadra per il tour europeo, del quale, però, non giocò nessun incontro. Il suo debutto con i Wallabies avvenne l'anno successivo nella partita (non valida come presenza ufficiale) contro i Māori All Blacks nella quale segnò una meta. Questo incontro fu preparatorio per affrontare i British and Irish Lions nel loro tour australiano dove Stiles disputò tutte e tre le partite che portarono l'Australia ad aggiudicarsi la serie. Nel 2001 giocò anche tutti gli incontri del Tri Nations, vinto dall'Australia, e del tour europeo dei Wallabies. Ottenne la sua ultima presenza internazionale nella partita contro l'Irlanda nel novembre del 2002.
La sua carriera di allenatore iniziò nella stagione 2006-2007 quando ricoprì il ruolo di allenatore capo nella squadra di rugby a 15 dell'Università del Queensland. L'anno successivo divenne allenatore degli avanti dei Kubota Spears, squadra della Top League giapponese; ruolo che svolse anche per i Western Force a partire dal 2011. Stiles guidò come allenatore capo Brisbane City alla duplice vittoria della National Rugby Championship nel 2014 e nel 2015. Il suo lavoro con i Reds iniziò nel 2014 quando fu ingaggiato come allenatore degli avanti. Durante il Super Rugby 2016 a seguito dell'esonero di Richard Graham divenne co-allenatore ad interim insieme a Matt O'Connor della franchigia australiana, per poi assumere il ruolo di allenatore capo partire dalla stagione 2017.

## Palmarès

### Giocatore
- Rugby Championship: 1
Australia: 2001

### Allenatore
- National Rugby Championship: 2
Brisbane City: 2014, 2015